# Vitreledonella richardi
Espèce
Statut de conservation UICN

 LC  : Préoccupation mineure
Vitreledonella alberti est une espèce d'octopodes de la famille des Vitreledonellidae.

## Description
C'est une "pieuvre" transparente incolore. On peut donc observer ses organes en observant l'animal de l’extérieur.
Il a une répartition cosmopolite dans les eaux tropicales et subtropicales et vit à des profondeurs entre 50 et 300m et mais peut également se rencontrer à des profondeurs de 900 m.
Ses yeux sont petits et rectangulaires.